# Syndaktylizacja
Syndaktylizacja (z gr. συν- = "razem" + δακτυλος = "palec" + -zacja = działanie) - działanie polegające na połączeniu dwóch sąsiadujących ze sobą palców celem unieruchomienia lub ograniczenia ruchomości palca po urazie. Zabieg ten jest bardzo prosty w wykonaniu, zakłada się opaski na zdrowy i sąsiadujący z nim urażony palec łącząc je na czas jego rekonwalescencji.
Terminu nie można mylić z syndaktylią, gdzie palce są połączone patologicznie.